# 戦う!セバスチャン
『戦う! セバスチャン』（たたかう! セバスチャン）は、池田乾による日本の漫画作品。最強の執事とその周囲で巻き起こる常識外の日常を描いたスラップスティック・コメディ漫画である。

## 概要
- 新書館発行のBL系コミック誌『ディアプラス』 (Dear+) で1999年に連載開始、その後『月刊ウィングス』でも掲載される。『ウンポコ』が創刊されてからは、主に『ウンポコ』にて連載していたが、『ウンポコ』が休刊を発表した為、その後は『月刊ウィングス』で『戦う!セバスチャン#』として再び連載が行われる。単行本は、ウィングスコミックスから『戦う! セバスチャン』が全8巻、『戦う!セバスチャン#』が全5巻、それぞれ刊行された。本編の他にも、『ウェブマガジン ウィングス』にて主人公セバスチャンの少年時代を描いた『少年セバスチャンの執事修行』が2009年9月28日より連載されたほかに、番外編として『戦う! セバスチャン スキマ・スペシャル』が連載されている。執事修行のほうは隔月刊になった『ウィングス』本誌でも連載に至った。執事修行は全5巻が刊行された。#と執事修行は『ウィングス』の2016年4月号で共に最終回を迎えたが、次の号である2016年6月号にて『執事セバスチャンの職業事情』として新作が連載が行われている。
- ボーイズラブ作品としての恋愛・性的表現は極めて薄く、時折軽いキス程度の表現が為されるに留まっている。
- 舞台はドイツのフランクフルトと思われる都市（作中では「フラン○フルト」と一部伏字になっている）。
- 2011年2月現在、3枚のドラマCDが発売されており、それぞれ初回プレス分には原作者による描き下ろし小冊子が付属。ドラマCD3には一部にポストカードも付いている。
- 『ディアプラス』の姉妹誌である『ウンポコ』に、CDが付録として付けられることが度々あった。メッセージCDが1枚、ミニドラマCDが2枚。キャストは販売CDと同一だが、ドラマCD3よりヨハン役が変更されている。

## 登場人物

### デーデマン家
ロード・セバスチャン
声 - 大川透（赤ちゃん時 - こおろぎさとみ）
本作の主人公。デーデマン家に仕える執事。28歳。フラン○フルト最強の男（世界最強とも言える）。容姿端麗、頭脳明晰の完璧な執事だが、起床時間に起きてこなければベッドに縛り付けたうえ奈落に投げ捨て、仕事を怠ければ鞭をうならせ折檻を加えるなど、主人に対して情け容赦が無い。服の至る所に武器を隠し持っていたり、壮絶に寝起きが悪かったり、4年に一度ストレスを爆発させて破壊大王になったりするが、基本的に皆から愛されている。デーデマン家にやって来たのは未だ執事でもない10代半ばの時分だった。某有名サーカス団の元猛獣使いの父が「これでは彼ら（猛獣）と真に一体にはなれない…!」と当時空中ブランコをしていた母と赤ん坊だったセバスチャンを連れてサバンナの他に野生を求めて北へ南へへ行き、そこで散々な目（谷に蹴落とされ、川に放り投げられ、山に置き去りにされ、アマゾンでワニと暮らさせられ、北極でクマに挑まされた等）に遭わされ、15歳の時に「イイ就職先を見つけたから働く!」と家を飛び出しデーデマン家に逃げてきた。かなりの大酒飲みで、いくら飲んでも酔わないと自称しているが、無自覚なだけである。ビヤ樽3個は飲み干す。
デーデマン11世
声 - 竹内順子）
フラン○フルト一の名家デーデマン家の現当主。25歳。初登場時はごく普通の頭身をしていたが、それから徐々に縮み現在はほぼ2頭身として描かれる。（セバスチャン曰く「無駄に」）IQ250の天才であるが、その頭脳が役に立った例がほとんど無い。寝汚く、仕事嫌いでよくサボり、暴走しては屋敷や調度品を破壊しまくり、そのたびセバスチャンの折檻を受けている。
デイビッド（声：小西克幸）
アメリカ合衆国アイダホ州出身の腕利きのシェフで、性的嗜好はゲイである。27歳。セバスチャンに一目惚れして、一方的にハニーと呼んでいる。デイビッド曰く、「（セバスチャンは）あれで結構天然が入っていて、しょーもないことを大マジメにやるのがまた可愛い。セバスチャンの顔ももちろん好きだが、外見だけが好きなワケではない」とのこと。壮絶な過去と経験値を持っているらしいのだが本人は全く気にしておらず、非常に前向きで明るい性格。またユーゼフ（隣人・後述）の負のオーラを打ち消すことができる唯一の人物でもある。元々は三軒右隣に住むシュタイナーの屋敷で働いていたが、奥方に夜這いをかけられた所を出張先から帰ってきた当主に見つかり逃走。同じ朝、コックが急に辞めてしまったデーデマン家の厨房にちゃっかりと納まった。本人にその気は無いのだが、よく女性から襲われたりもするらしい。自分の名前の正しい発音に厳しい。シュタイナー邸では2年ほど勤めていた。
ツネッテ
声 - 山本麻里安
デーデマン邸本宅唯一のメイドで、主な仕事はヘイヂの世話係。ゴシップ好きで少々腐女子。18歳。物語当初は彼女の他にもメイドがいたが、いつのまにか彼女一人に。そのためメイド業務を一身に背負っており、過労が激しい。当初はデーデマン家に勤めて半年だったためか、常識外の出来事に振り回されてばかりだったが、後に自分の力不足を嘆き、マイヤーより薙刀の師事を受けて戦闘力が上昇した。給料も少し上がったらしい。必殺技「薙刀での真空斬り」。作中出てきた「汚（オ）トメ・ツネッテ」は名前なのか不明。デーデマン家で散々ヘイヂの相手をさせられていたためか、超人たちに囲まれていたせいか、いつの間にか自らもほぼ人外へとなっていた。ヘイヂ曰く、セバスチャンが懐に入れた使用人で、カスリ傷一つでもつけた日には壮絶な報復が待っているため、そのスジ（裏社会）で新人教育一発目でまず顔を覚えさせられるため、知らぬうちに裏で顔が売れまくっていた。本人はそのことを「もうおヨメに行けない」と悲観している。
A（エー）
声 - 谷山紀章）
デーデマン邸本宅の使用人。20歳。物語当初は勤続1年目のためかデーデマン家特有の非常識について行けなかった。徐々にセバスチャンに強い憧れ（もといファン意識）を持つようになり、自ら「セバスチャンパーフェクトガイド（略してSPG）」というものを執筆中。ミーハーで野次馬気質な為、よくデーデマン現当主と一緒に問題事に首を突っ込んだり騒動を起こしたりしては、その度にセバスチャンに折檻されている。デーデマン家で働くうちに、ツネッテと同じく自らも人外と化していた。ツネッテと同様の理由で裏で顔が売れることが多い。
B（ビー）
声 - 鳥海浩輔）
デーデマン邸本宅の使用人。22歳。物語当初勤続3年5ヶ月（皆勤）。当初はクールで何か悟りを得たような態度でAとツネッテに先輩らしいところを見せており、また屋敷内で起こる騒ぎにもポーカーフェイスであまり動じなかったのだが、ある日、向かいのユーゼフの屋敷に使いで行って以来ユーゼフの気配（瘴気）に敏感になり、異常に怯えるようになる。その出来事につられてか屋敷内での人格が崩壊していく。負のオーラを打ち消すデイビッドの側にいれば安心できるらしい。ツネッテ、Aと同じく、デーデマン家で働くうちに自らも人外へと変貌していた。ツネッテ、Aと同様の理由で裏で顔が売れまくっている。また、ヘイヂの脱皮した皮を使えるようになり皮マスターになっていた。
ヨハン
声：中多和宏（ドラマCD3以降 - てらそままさき）
デーデマン邸本宅の使用人頭。先々代の頃からデーデマン家に勤めている。とても穏やかな性格だが、怒るととても怖い。執事の免許は持っているが、あえて使用人として仕えている。趣味は人形作り。曲者揃いのデーデマン家の中で数少ない常識人といえる存在。人形はかなりの数を作っているようで、セバスチャンの場合は525個、デーデマンの場合は1643個、デーデマン父の場合は3348個、ユーゼフの場合は187個、ロベルトとアルベルトの場合は2個1組で73個、ピーターの場合は髪が面倒なので3個、Aの場合は19個、Bの場合は99個、ツネッテの場合は33個、デイビッドの場合は5個、マイヤー女史の場合377個、デーデマン母の場合は893個、デーデマン祖母の場合は821個、（今は亡き）デーデマン9世の場合は793個、となっている。ヘイヂの人形は作られていない様子。彼の近くにいると、ユーゼフの瘴気も白くなり、毒気も漂白されてしまう。
マイヤー・モリナガ
デーデマン家の家庭教師。59歳。先々代の頃から勤めており、11世とセバスチャンの教育係をしていた。お茶、お華、薙刀の達人で薙刀は免許皆伝されている腕前。セバスチャンとツネッテの薙刀の師匠。近所のお茶会に出席し、同家の外交の要。気品溢れる立ち居振る舞いから、近所の奥様やお嬢様に人気がある。過去によくヘイヂと戦っていたことがあるらしい。今のところドラマCD未登場。
デーデマン父
声 - 藤原啓治
デーデマン家の先代当主、デーデマン10世。若くして隠居し、妻と共に近所にある別宅に住んでいる。性的嗜好は両刀で、セバスチャンと美少年をこよなく愛する。父であるデーデマン9世に先祖の間の怪談話を散々聞かされたため、肖像画が苦手。
デーデマン母
声 - 氷青
作中「奥様」と呼ばれているが、11世の妻ではなく母親。名前には常にモザイク処理がかかっている。見た目がまだ若く、露出の高い服を好んで身につけている。筋肉質な男性が好み。父と同じく別宅住まいであるが、普段から世界中を遊び回っているため不在がち。たまに本宅に来てはヘイヂと戦っていく性癖を持っている。デーデマン家に嫁ぐ前は近所に住んでいたらしい。
デーデマン9世
デーデマン家の先々代当主。デーデマン祖母の夫で、デーデマン10世の父、デーデマン11世の祖父にあたる。先祖の間の怪談話を10世に話し、肖像画に対するトラウマを植えつけた張本人。病弱でデーデマン10世が10歳のときに亡くなったが、幽霊となっており、先祖の間が作り出していた「封印の場」に捕まっていた。肖像画が掃除のために外されたことで、「封印の場」から解放され、デーデマン家の面々の前に姿を現した。病弱だったせいで、遊ぶこともろくに出来なかったため、死んだら好きに生きると決めていた。息子同様、愛妻家で今も変わらずデーデマン祖母を愛している。
デーデマン祖母
デーデマン11世の祖母。大奥様。第1話では椅子に腰掛けて食事はできていたようだが、今ではほとんど寝たきりで登場回数は少ない。本名はク○ラ。やんごとなき血筋の出身らしい。
ヘイヂ
声 - 吉田小南美
少女型未確認生物。デーデマン家現当主とは彼の幼い頃からの親友なのだが、セバスチャンへの愛の前では友情は脆く崩れ去る。少なくとも400年以上生存しており、穴を掘ることを生きがいとしている。また脱皮をし、その皮も生きて動く。現在はシャドウというもう一体意思の無い部分身がいたが、合体すればパワーも2倍になるのではとブッチャー（挽肉製造器）を使い、合体し、再び1人に戻った。しかし、マシンを作る際にセバスチャンとの時間が減ることと屋敷の修繕費に影響がでることを危惧したデーデマンにより設計をいじられ、力が元の1/2しか出ないようにされてしまった。指は好きな本数を分裂式に出す事が可能。不死身。部屋の扉は様々な次元とリンクしており、シャッフル機能付き。デーデマンがよくセバスチャンに投げ込まれている奈落もそのうちのひとつ。
主治医
デーデマン家の主治医。セクハラ魔でメイド達を追っかけ回していた。10世の友人であるらしい。物語当初にはいたが、最近作中で登場していない。大奥様の診察に毎週デーデマン家に訪れている。

### デーデマン家を取り巻く人々
ユーゼフ
声：森川智之（赤ちゃん時　- 荒木香恵）
デーデマン家（主にセバスチャン）と共にフラン○フルトの経済を裏で仕切る実力者。バリゲルマン（「バリバリのゲルマン人」という意味の造語）で容姿端麗、年齢不詳、正体不明、悪魔風味の謎な男。デーデマン家の向かいの屋敷に住んでいる。常に瘴気を身に纏い、ありえない場所から突如として現れたりする、文字通りの神出鬼没。深い地下室で怪しげな実験（儀式らしい）執り行っているらしく、デーデマン家の住人によく寿命と引き換えの取引を持ちかけている。数世代前のデーデマン家当主とも懇意だった。最近あまりにもヒマだったため、週1回ヨハンに手芸を習っている。彼の家では夜10時を過ぎたら誰かが来てユーゼフを名乗っても絶対にドアを開けてはならないことになっている。
スイスに別宅がある。好物はエスカルゴ、苦手なものは退屈。
ピーター
声 - 松元恵
ユーゼフ邸の執事。
従順でやる気は十分あるのだが、まともに職務を全うできているとはとても思えない人物。無知で無垢なところがユーゼフが気に入っている理由のひとつのためなのか、なかなかクビにされない。現実的理由として「税金対策で置いている」とはユーゼフの弁。
ロベルト&アルベルト
声 - 野瀬育二）
ユーゼフ邸の使用人。容姿が瓜二つな双子。普通の人間ではないような行動や言動が見られるため、時折作中の人間を不安に陥れている。
ブラック・ファルコン
声 - 田中一成
世間を騒がせているお屋敷専門の泥棒で25歳。デーデマン家に忍び込んだ際、ヘイジの掘った落とし穴に落ち、しばらくそこで生活をしていた。その穴がユーゼフ邸に繋がっており、いろいろあってそこから地上に脱出するがユーゼフに見つかり、人格改造されている。それ以降何事もなかったかのようにユーゼフの屋敷で使用人として働いている。常にボンボンマスクを被っているが、それを外したところはユーゼフでさえも見たことがない。マスクの下にはさらに何重ものマスクを被っている。執筆している「我が妄想」（途中からツネッテとの共著となる）は、裏社会が舞台で、実在する人物が出てきたり（もちろん名前は変えてある）、組織構造などがかなり詳しく描写してあり、組織のチェックが入っている。B曰く「命はってる」。ユーゼフが懐に入れた使用人で、デーデマン家の使用人3人と同様の理由で裏で顔が売れまくっている。

### その他
ルドルフ・シュタイナー（ドラマCD2に登場、声：子安武人）
デーデマン邸本宅より3軒右隣にあるお屋敷の主人。全体的にむっちりとした妻がいるらしい。デイビッドの元雇用主で、名前の発音は相変わらずよいとデイビッドに褒められている。
宅配の青年（声：石井真）
シロネコ急便の宅配係で、デーデマン邸本宅一帯を含んだ配達コースを受け持っている。名前はないため通称「シロネコくん」と呼ばれている。デーデマン家使用人日誌では「白猫」と本人がサインしている。初登場からデーデマン邸に来る度に悲惨な目に遭っている。デーデマン家の配達コースは時給が良いらしい。
車掌
声 - 金野潤
珍しく出張に出掛けたセバスチャンが乗車した列車の車掌。切符を改めに来たところをネボッケーセバスチャンに遭遇し、酷い目に遭わされる羽目に。
セバスチャン父
セバスチャンの父親。某有名サーカス団の永久名誉団員で猛獣使い。サバンナの動物たちにラインダンスを教えるのに人手がいるという理由でセバスチャンを呼び戻しに来た。容姿は息子に瓜二つで、ユーゼフ曰くDNAの塩素配列までそっくりらしいが、髪の長さと瞳の色は全く異なる。性格は息子と正反対。セバスチャンの事を「ぼうや」と呼ぶ。
セバスチャン母
セバスチャンの母親。某有名サーカス団の永久名誉団員で、空中ブランコ乗り。普段はおだやかな微笑みを浮かべているが、実はセバスチャン家最強。その鞭の一撃は、大地を割るほどである。夫と息子の扱いをよく心得ている。セバスチャンの事を「ロード」と呼ぶ。

## 書誌情報
- 池田乾 『戦う!セバスチャン』 新書館〈Wings comics〉、全8巻
  1. 2002年7月24日発売[1]、ISBN 4-403-61682-8
  2. 2003年11月21日発売[2]、ISBN 4-403-61734-4
  3. 2004年6月24日発売[3]、ISBN 4-403-61757-3
  4. 2004年11月24日発売[4]、ISBN 4-403-61777-8
  5. 2005年9月29日発売[5]、ISBN 4-403-61809-X
  6. 2006年6月23日発売[6]、ISBN 4-403-61837-5
  7. 2007年11月22日発売[7]、ISBN 978-4-403-61885-7
  8. 2009年8月24日発売[8]、ISBN 978-4-403-61941-0
- 池田乾 『戦う!セバスチャン#』 新書館〈Wings comics〉、全5巻
  1. 2010年11月25日発売[9]、ISBN 978-4-403-61981-6
  2. 2012年2月25日発売[10]、ISBN 978-4-403-62137-6
  3. 2013年7月26日発売[11]、ISBN 978-4-403-62164-2
  4. 2015年5月23日発売[12]、ISBN 978-4-403-62194-9
  5. 2016年6月25日発売[13]、ISBN 978-4-403-62220-5
- 池田乾 『少年セバスチャンの執事修行』 新書館〈Wings comics〉、全5巻
  1. 2010年11月25日発売[14]、ISBN 978-4-403-61982-3
  2. 2012年2月25日発売[15]、ISBN 978-4-403-62138-3
  3. 2013年7月26日発売[16]、ISBN 978-4-403-62165-9
  4. 2015年5月23日発売[17]、ISBN 978-4-403-62195-6
  5. 2016年6月25日発売[18]、ISBN 978-4-403-62221-2
- 池田乾 『執事セバスチャンの職業事情』 新書館〈Wings comics〉、既刊7巻（2024年11月26日現在）
  1. 2017年6月24日発売[19]、ISBN 978-4-403-62245-8
  2. 2018年12月25日発売[20]、ISBN 978-4-403-62275-5
  3. 2019年10月25日発売[21]、ISBN 978-4-403-62292-2
  4. 2021年2月25日発売[22]、ISBN 978-4-403-62317-2
  5. 2022年5月25日発売[23]、ISBN 978-4-403-62343-1
  6. 2023年6月27日発売[24]、ISBN 978-4-403-62361-5
  7. 2024年11月26日発売[25]、ISBN 978-4-403-62383-7

## ドラマCD
- 『戦う!セバスチャン』新書館、2005年3月25日発売[26]、品番:F-01C
- 『戦う!セバスチャン 2』新書館、2006年1月28日発売[27]、品番:F-02C
- 『戦う!セバスチャン 3』新書館、2008年2月29日発売[28]、品番:F-03C

### 一覧
- 日本の漫画作品一覧 た行